# Llista de topònims de Castelldefels
Llista de topònims (noms propis de lloc) del municipi de Castelldefels, al Baix Llobregat
Informació actualitzada per un bot. Els canvis manuals es perdran quan s'actualitzi!

## casa
| imatge | Nom                 | Ubicat a      | instància de | Detalls                                                                                   | coordenades                                                                                  | Protecció                                  | Commons (més fotos)                 | Dades a WD                    |
| ------ | ------------------- | ------------- | ------------ | ----------------------------------------------------------------------------------------- | -------------------------------------------------------------------------------------------- | ------------------------------------------ | ----------------------------------- | ----------------------------- |
|        | Can Baixeres        | Castelldefels | casa         | Estil: noucentisme                                                                        | 41° 16′ 46″ N, 1° 58′ 31″ E / 41.279491°N,1.97534°E ca:Avinguda Diagonal, 4                  | bé cultural d'interès local                | Can Baixeres (Castelldefels)        | Modifica les dades a Wikidata |
|        | Casa Comte de Güell | Castelldefels | casa         | Arquitecte: Francesc Berenguer i Mestres Estil: modernisme català arquitectura modernista | 41° 16′ 27″ N, 1° 56′ 43″ E / 41.274292°N,1.945202°E                                         | bé cultural d'interès local                | Casa Comte de Güell (Castelldefels) | Modifica les dades a Wikidata |
|        | Casa Ferrando       | Castelldefels | casa         | Estil: racionalisme arquitectònic                                                         | 41° 16′ 05″ N, 1° 59′ 17″ E / 41.267934°N,1.988005°E                                         | bé cultural d'interès local                | Casa Ferrando (Castelldefels)       | Modifica les dades a Wikidata |
|        | Casa Guiu           | Castelldefels | casa         | Estil: art déco                                                                           | 41° 16′ 01″ N, 1° 58′ 43″ E / 41.266953°N,1.978488°E                                         | bé cultural d'interès local                | Casa Guiu (Castelldefels)           | Modifica les dades a Wikidata |
|        | Casa Güell          | Castelldefels | casa         | Estil: noucentisme                                                                        | 41° 16′ 02″ N, 1° 58′ 06″ E / 41.267154°N,1.968205°E                                         | bé cultural d'interès local                | Casa Güell (Castelldefels)          | Modifica les dades a Wikidata |
|        | Casa de les Plomes  | Castelldefels | casa         | Estil: arquitectura eclèctica 19th century                                                | 41° 16′ 12″ N, 1° 58′ 09″ E / 41.270077°N,1.969197°E ca:Av. del Mar - Pg. Ferrocarril 2 msnm | bé cultural d'interès local                | Casa de les Plomes                  | Modifica les dades a Wikidata |
|        | S'Algaida           | Castelldefels | casa         |                                                                                           | 41° 16′ 26″ N, 1° 57′ 53″ E / 41.27402°N,1.96485°E                                           | bé integrant del patrimoni cultural català |                                     | Modifica les dades a Wikidata |

## castell
| imatge | Nom                      | Ubicat a      | instància de | Detalls                                                 | coordenades                                                | Protecció                                            | Commons (més fotos) | Dades a WD                    |
| ------ | ------------------------ | ------------- | ------------ | ------------------------------------------------------- | ---------------------------------------------------------- | ---------------------------------------------------- | ------------------- | ----------------------------- |
|        | Castell de Castelldefels | Castelldefels | castell      | Estil: arquitectura romànica historicisme arquitectònic | 41° 17′ 03″ N, 1° 58′ 41″ E / 41.28422°N,1.97795°E 60 msnm | bé d'interès cultural bé cultural d'interès nacional | Castell de Fels     | Modifica les dades a Wikidata |
|        | torre de Can Gomar       | Castelldefels | castell      |                                                         |                                                            | bé d'interès cultural                                |                     | Modifica les dades a Wikidata |

## edifici
| imatge | Nom                     | Ubicat a      | instància de | Detalls                                              | coordenades                                                                                                | Protecció                   | Commons (més fotos)                           | Dades a WD                    |
| ------ | ----------------------- | ------------- | ------------ | ---------------------------------------------------- | --- | --------------------------- | --------------------------------------------- | ----------------------------- |
|        | Apartaments Sargazo     | Castelldefels | edifici      |                                                      | 41° 15′ 59″ N, 1° 59′ 44″ E / 41.266317°N,1.995467°E                                                       | bé cultural d'interès local | Apartaments Sargazo (Castelldefels)           | Modifica les dades a Wikidata |
|        | edifici de la República | Castelldefels | edifici      | Arquitecte: Josep Fradera i Botey Estil: noucentisme | 41° 16′ 48″ N, 1° 58′ 34″ E / 41.280124°N,1.97617°E ca:Arcadi Balaguer, 25, Castelldefels (Baix Llobregat) | bé cultural d'interès local | Escoles públiques Lluís Vives (Castelldefels) | Modifica les dades a Wikidata |
|        | la Guixera              | Castelldefels | edifici      |                                                      | 41° 17′ 08″ N, 1° 57′ 35″ E / 41.28551014418908°N,1.9597238302230835°E                                     |                             |                                               | Modifica les dades a Wikidata |

## església
| imatge | Nom                                  | Ubicat a      | instància de | Detalls                                                                    | coordenades                                                                                              | Protecció                   | Commons (més fotos)                      | Dades a WD                    |
| ------ | ------------------------------------ | ------------- | ------------ | -------------------------------------------------------------------------- | --- | --------------------------- | ---------------------------------------- | ----------------------------- |
|        | Església Evangèlica de Castelldefels | Castelldefels | església     |                                                                            | 41° 17′ 22″ N, 1° 59′ 17″ E / 41.289318°N,1.988064°E                                                     |                             |                                          | Modifica les dades a Wikidata |
|        | Nostra Senyora del Carme             | Castelldefels | església     |                                                                            | 41° 16′ 10″ N, 1° 58′ 25″ E / 41.26945273534816°N,1.9735157489776616°E les Botigues                      |                             |                                          | Modifica les dades a Wikidata |
|        | Sant Salvador dels Arenys            | Castelldefels | església     | Estil: arquitectura popular                                                | 41° 16′ 16″ N, 1° 57′ 19″ E / 41.270973°N,1.955196°E ca:Passeig Can Vinyes, 49 (sector Bellamar)         | bé cultural d'interès local | Sant Salvador dels Arenys                | Modifica les dades a Wikidata |
|        | Santa Maria de Castelldefels         | Castelldefels | església     | Arquitecte: Enric Sagnier i Villavecchia Estil: historicisme arquitectònic | 41° 16′ 50″ N, 1° 58′ 37″ E / 41.280683°N,1.976898°E                                                     | bé cultural d'interès local | Església de Santa Maria de Castelldefels | Modifica les dades a Wikidata |
|        | església de Santa Eulàlia            | Castelldefels | església     | 1962                                                                       | 41° 16′ 05″ N, 1° 57′ 08″ E / 41.26802983241192°N,1.9521566918905808°E ca:Avinguda dels Eucaliptus, 9-11 |                             |                                          | Modifica les dades a Wikidata |

## estació de ferrocarril
| imatge | Nom                                | Ubicat a      | instància de                                 | Detalls                            | coordenades                                                       | Protecció                   | Commons (més fotos)                   | Dades a WD                    |
| ------ | ---------------------------------- | ------------- | -------------------------------------------- | ---------------------------------- | ----------------------------------------------------------------- | --------------------------- | ------------------------------------- | ----------------------------- |
|        | Estació de Castelldefels           | Castelldefels | estació de ferrocarril estació en superfície | Estil: arquitectura eclèctica 1881 | 41° 16′ 44″ N, 1° 58′ 45″ E / 41.278888888889°N,1.9792416666667°E | bé cultural d'interès local | Castelldefels train station           | Modifica les dades a Wikidata |
|        | Estació de Platja de Castelldefels | Castelldefels | estació de ferrocarril estació en superfície |                                    | 41° 16′ 01″ N, 1° 57′ 26″ E / 41.26695°N,1.9571138888889°E        |                             | Platja de Castelldefels train station | Modifica les dades a Wikidata |

## masia
| imatge | Nom                                 | Ubicat a      | instància de     | Detalls                                                               | coordenades                                                                              | Protecció                                            | Commons (més fotos)                               | Dades a WD                    |
| ------ | ----------------------------------- | ------------- | ---------------- | --------------------------------------------------------------------- | ---------------------------------------------------------------------------------------- | ---------------------------------------------------- | ------------------------------------------------- | ----------------------------- |
|        | Ca n'Orbat                          | Castelldefels | masia            | Estil: arquitectura popular 16th century                              | 41° 16′ 48″ N, 1° 58′ 03″ E / 41.279931°N,1.967384°E ca:Av. 302, 92 - av. 313, 5 31 msnm | bé cultural d'interès local                          | Ca n'Orbat                                        | Modifica les dades a Wikidata |
|        | Cal Ganxo                           | Castelldefels | masia            | Estil: arquitectura popular                                           | 41° 17′ 14″ N, 1° 57′ 45″ E / 41.287289°N,1.96254°E ca:Camí de Cal Ganxo s/n             | bé integrant del patrimoni cultural català           | Cal Ganxo (Castelldefels)                         | Modifica les dades a Wikidata |
|        | Cal Garrofer                        | Castelldefels | masia            | Estil: arquitectura popular                                           | 41° 17′ 01″ N, 1° 58′ 50″ E / 41.283661°N,1.980575°E ca:Carrer de l'Església, 53         | bé cultural d'interès local                          | Cal Garrofer (Castelldefels)                      | Modifica les dades a Wikidata |
|        | Cal Tiesso                          | Castelldefels | masia            | Estil: arquitectura popular 18th century                              | 41° 17′ 07″ N, 1° 58′ 15″ E / 41.285229°N,1.970754°E ca:C. del Montseny 60 msnm          | bé cultural d'interès local                          | Cal Tiesso                                        | Modifica les dades a Wikidata |
|        | Can Gomar                           | Castelldefels | masia casa forta |                                                                       | 41° 17′ 00″ N, 1° 58′ 44″ E / 41.283218°N,1.978858°E ca:Bisbe Urquinaona, 17-21          | bé d'interès cultural bé cultural d'interès nacional | Can Gomar                                         | Modifica les dades a Wikidata |
|        | Can Llopart                         | Castelldefels | masia            | Estil: arquitectura popular                                           |                                                                                          | bé integrant del patrimoni cultural català           |                                                   | Modifica les dades a Wikidata |
|        | Can Vinader                         | Castelldefels | masia            | Estil: arquitectura popular 16th century                              | 41° 17′ 21″ N, 1° 58′ 17″ E / 41.289295°N,1.97137°E ca:Ctra. de la Sentiu, 17            | bé cultural d'interès local                          | Can Vinader (Castelldefels)                       | Modifica les dades a Wikidata |
|        | Can Vinyes i Torre de Sant Salvador | Castelldefels | masia            | Estil: arquitectura popular                                           | 41° 16′ 19″ N, 1° 57′ 23″ E / 41.271962°N,1.956434°E                                     | bé cultural d'interès nacional                       |                                                   | Modifica les dades a Wikidata |
|        | Mas Jové                            | Castelldefels | masia            | Estil: arquitectura popular 16th century                              | 41° 16′ 40″ N, 1° 57′ 43″ E / 41.277842°N,1.96199°E ca:Pl. dels Pins                     | bé cultural d'interès local                          | Mas Jové (Castelldefels)                          | Modifica les dades a Wikidata |
|        | Torre Fael i Masia de Cal Patxoca   | Castelldefels | masia casa forta | Estil: arquitectura popular                                           | 41° 16′ 39″ N, 1° 57′ 57″ E / 41.27738°N,1.965851°E ca:Carrer 320, 18 – 22               | bé cultural d'interès nacional                       | Torre Fael i Masia de Cal Patxoca (Castelldefels) | Modifica les dades a Wikidata |
|        | Torre de Can Roca de Baix           | Castelldefels | masia casa forta | Estil: arquitectura popular                                           | 41° 17′ 00″ N, 1° 58′ 44″ E / 41.283403°N,1.978795°E ca:Carrer Bisbe Urquinaona, 17      | bé cultural d'interès nacional                       | Can Roca de Baix                                  | Modifica les dades a Wikidata |
|        | can Roca de Dalt                    | Castelldefels | masia            | Estil: arquitectura popular                                           | 41° 17′ 02″ N, 1° 57′ 59″ E / 41.283772°N,1.966338°E ca:Carrer Espígol, 26               | bé cultural d'interès local                          | Can Roca de Dalt                                  | Modifica les dades a Wikidata |
|        | restes de Ca n'Arnand               | Castelldefels | masia            | Estil: arquitectura popular 17th century Estat: enderrocat o destruït | 41° 17′ 01″ N, 1° 58′ 50″ E / 41.28369444444444°N,1.9805°E                               | bé cultural d'interès local                          | Ca n'Arnand                                       | Modifica les dades a Wikidata |

## muntanya
| imatge | Nom               | Ubicat a           | instància de | Detalls | coordenades                                                         | Protecció | Commons (més fotos) | Dades a WD                    |
| ------ | ----------------- | ------------------ | ------------ | ------- | ------------------------------------------------------------------- | --------- | ------------------- | ----------------------------- |
|        | Puig del Cérvol   | Gavà Castelldefels | muntanya     |         | 41° 16′ 48″ N, 1° 56′ 42″ E / 41.280051°N,1.945134°E 311 msnm       |           | Puig del Cérvol     | Modifica les dades a Wikidata |
|        | Puig del Pi       | Castelldefels Gavà | muntanya     |         | 41° 16′ 50″ N, 1° 56′ 49″ E / 41.2806°N,1.94703°E 310.9 msnm        |           |                     | Modifica les dades a Wikidata |
|        | Turó d'en Vinader | Castelldefels      | muntanya     |         | 41° 17′ 35″ N, 1° 58′ 07″ E / 41.293004°N,1.968682°E 186 msnm       |           |                     | Modifica les dades a Wikidata |
|        | Turó del Fanxó    | Castelldefels Gavà | muntanya     |         | 41° 17′ 03″ N, 1° 57′ 15″ E / 41.28405556°N,1.95405556°E 278.9 msnm |           |                     | Modifica les dades a Wikidata |
|        | Turó del Gall     | Castelldefels Gavà | muntanya     |         | 41° 17′ 25″ N, 1° 57′ 41″ E / 41.2902°N,1.96144°E 196.9 msnm        |           |                     | Modifica les dades a Wikidata |

## nucli de població
| imatge | Nom          | Ubicat a      | instància de      | Detalls | coordenades                                                         | Protecció | Commons (més fotos) | Dades a WD                    |
| ------ | ------------ | ------------- | ----------------- | ------- | ------------------------------------------------------------------- | --------- | ------------------- | ----------------------------- |
|        | Bellamar     | Castelldefels | nucli de població |         | 41° 16′ 13″ N, 1° 56′ 53″ E / 41.27041°N,1.94807°E                  |           |                     | Modifica les dades a Wikidata |
|        | Can Roca     | Castelldefels | nucli de població |         | 41° 17′ 02″ N, 1° 58′ 11″ E / 41.28395°N,1.96981°E                  |           |                     | Modifica les dades a Wikidata |
|        | Granvia Mar  | Castelldefels | nucli de població |         | 41° 16′ 24″ N, 1° 59′ 17″ E / 41.2732787205498°N,1.98811731176931°E |           |                     | Modifica les dades a Wikidata |
|        | Mar-i-sol    | Castelldefels | nucli de població |         | 41° 16′ 25″ N, 1° 58′ 33″ E / 41.2735121171797°N,1.97580394299925°E |           |                     | Modifica les dades a Wikidata |
|        | Montmar      | Castelldefels | nucli de població |         | 41° 16′ 54″ N, 1° 57′ 36″ E / 41.2816750946695°N,1.95996180623188°E |           |                     | Modifica les dades a Wikidata |
|        | Vistalegre   | Castelldefels | nucli de població |         | 41° 17′ 27″ N, 1° 58′ 37″ E / 41.2908525555125°N,1.97690618614445°E |           |                     | Modifica les dades a Wikidata |
|        | la Pineda    | Castelldefels | nucli de població |         | 41° 15′ 52″ N, 1° 59′ 12″ E / 41.26435861028°N,1.9865425790311°E    |           |                     | Modifica les dades a Wikidata |
|        | les Botigues | Castelldefels | nucli de població |         | 41° 16′ 11″ N, 1° 58′ 24″ E / 41.269646042818°N,1.9733281134998°E   |           |                     | Modifica les dades a Wikidata |

## torre de defensa
| imatge | Nom                                 | Ubicat a      | instància de     | Detalls                     | coordenades                                                                                  | Protecció                                            | Commons (més fotos)                  | Dades a WD                    |
| ------ | ----------------------------------- | ------------- | ---------------- | --------------------------- | -------------------------------------------------------------------------------------------- | ---------------------------------------------------- | ------------------------------------ | ----------------------------- |
|        | Torre Antoni                        | Castelldefels | torre de defensa | Estil: arquitectura popular | 41° 17′ 06″ N, 1° 58′ 55″ E / 41.284871°N,1.981824°E                                         | bé cultural d'interès nacional                       | Torre Antoni                         | Modifica les dades a Wikidata |
|        | Torre Barona                        | Castelldefels | torre de defensa | Estil: arquitectura popular | 41° 16′ 11″ N, 1° 57′ 45″ E / 41.26972222°N,1.9625°E ca:Avinguda Rei en Jaume                | bé d'interès cultural bé cultural d'interès nacional | Torre Barona                         | Modifica les dades a Wikidata |
|        | Torre Gabriel Folcher               | Castelldefels | torre de defensa | Estil: arquitectura popular | 41° 17′ 00″ N, 1° 58′ 55″ E / 41.283362°N,1.982004°E                                         | bé cultural d'interès nacional                       | Torre Gabriel Folcher                | Modifica les dades a Wikidata |
|        | Torre Moruna                        | Castelldefels | torre de defensa | Estil: arquitectura popular | 41° 16′ 13″ N, 1° 57′ 30″ E / 41.270382°N,1.958401°E                                         | bé cultural d'interès nacional                       | Torre Moruna (Castelldefels)         | Modifica les dades a Wikidata |
|        | Torre de Cal Moliner                | Castelldefels | torre de defensa | Estil: arquitectura popular | 41° 17′ 04″ N, 1° 58′ 57″ E / 41.284505°N,1.982461°E                                         | bé cultural d'interès nacional                       | Torre de Cal Moliner (Castelldefels) | Modifica les dades a Wikidata |
|        | Torre de Can Valls de la Muntanyeta | Castelldefels | torre de defensa | Estil: arquitectura popular | 41° 16′ 52″ N, 1° 58′ 31″ E / 41.281209°N,1.975222°E                                         | bé cultural d'interès nacional                       | Torre de Can Valls de la Muntanyeta  | Modifica les dades a Wikidata |
|        | Torre de Climent Savall             | Castelldefels | torre de defensa | Estil: arquitectura popular | 41° 17′ 01″ N, 1° 58′ 57″ E / 41.283644°N,1.982606°E                                         | bé cultural d'interès nacional                       | Torre de Climent Savall              | Modifica les dades a Wikidata |
|        | Torre de la plaça del Castell       | Castelldefels | torre de defensa | 14th century                | 41° 17′ 06″ N, 1° 58′ 33″ E / 41.284942626953125°N,1.9758650064468384°E ca:Plaça del Castell |                                                      | Torre de la plaça del Castell        | Modifica les dades a Wikidata |
|        | Torres de defensa                   | Castelldefels | torre de defensa |                             |                                                                                              | bé d'interès cultural                                |                                      | Modifica les dades a Wikidata |

## Misc
| imatge | Nom                                               | Ubicat a | instància de                                                                   | Detalls                                                                   | coordenades                                                                           | Protecció                                  | Commons (més fotos)            | Dades a WD                    |
| ------ | ------------------------------------------------- | --- | ------------------------------------------------------------------------------ | ------------------------------------------------------------------------- | ------------------------------------------------------------------------------------- | ------------------------------------------ | ------------------------------ | ----------------------------- |
|        | Casa de la vila de Castelldefels                  | Castelldefels | casa consistorial                                                              |                                                                           | 41° 16′ 49″ N, 1° 58′ 36″ E / 41.28014870709016°N,1.9767612218856816°E                |                                            | Town hall of Castelldefels     | Modifica les dades a Wikidata |
|        | Castelldefels                                     | Castelldefels | entitat singular de població capital municipal ens local històric de Catalunya | 69196 hab                                                                 | 41° 16′ 41″ N, 1° 58′ 13″ E / 41.27794°N,1.97033°E 3 msnm                             |                                            |                                | Modifica les dades a Wikidata |
|        | Ciutat de repòs i vacances                        | Castelldefels Viladecans Gavà                                                                                               | projecte urbanístic                                                            | 1931                                                                      |                                                                                       |                                            |                                | Modifica les dades a Wikidata |
|        | Escola d'Educació Infantil i Primària Lluís Vives | Castelldefels | edifici escolar                                                                | Arquitecte: Carme Pinós i Desplat 2003                                    | 41° 16′ 33″ N, 1° 58′ 30″ E / 41.275833333333°N,1.975°E                               |                                            |                                | Modifica les dades a Wikidata |
|        | Les Sorres X                                      | Castelldefels | derelicte jaciment arqueològic Ús: comerç                                      | Llarg: 9.5m                                                               | Museu Marítim de Barcelona                                                            |                                            | Les Sorres X                   | Modifica les dades a Wikidata |
|        | Monument als donants de sang a Castelldefels      | Castelldefels | monument                                                                       | Creador: Manolo Rovira 2010-02-13 2016-10-15 Anomenat per: donant de sang | 41° 15′ 55″ N, 1° 59′ 06″ E / 41.26521666666667°N,1.9850666666666663°E                |                                            |                                | Modifica les dades a Wikidata |
|        | Olla del Rei                                      | Castelldefels | zona humida                                                                    | Superfície: 6.61ha                                                        | 41° 16′ 29″ N, 1° 58′ 58″ E / 41.274697°N,1.982787°E                                  |                                            | Olla del Rei                   | Modifica les dades a Wikidata |
|        | Parc de Garraf                                    | Avinyonet del Penedès Begues Castelldefels Gavà Olesa de Bonesvalls Olivella Sant Pere de Ribes Sitges Vilanova i la Geltrú | parc natural àrea protegida Pla d'Espais d'Interès Natural                     | 1988 1992 Superfície: 12377 14820.37671ha                                 | 41° 17′ 29″ N, 1° 52′ 30″ E / 41.2914°N,1.87502°E                                     |                                            | Parc del Garraf                | Modifica les dades a Wikidata |
|        | Parc del Castell                                  | Castelldefels | parc                                                                           |                                                                           | 41° 17′ 02″ N, 1° 58′ 39″ E / 41.28376°N,1.97744°E                                    |                                            |                                | Modifica les dades a Wikidata |
|        | Sector Industrial                                 | Castelldefels | polígon industrial                                                             |                                                                           | 41° 17′ 08″ N, 1° 59′ 14″ E / 41.2855293840631°N,1.98712795701061°E                   |                                            |                                | Modifica les dades a Wikidata |
|        | cova del Rinoceront                               | Castelldefels | jaciment arqueològic cova                                                      |                                                                           | 41° 16′ 25″ N, 1° 57′ 39″ E / 41.2736°N,1.960875°E 20 msnm                            | bé integrant del patrimoni cultural català |                                | Modifica les dades a Wikidata |
|        | creu de terme de Castelldefels                    | Castelldefels | creu de terme                                                                  | Estil: arquitectura gòtica                                                | 41° 16′ 14″ N, 1° 57′ 19″ E / 41.270554°N,1.955378°E ca:Plaça Torre Moruna (Bellamar) | bé cultural d'interès nacional             | Creu de terme de Castelldefels | Modifica les dades a Wikidata |
|        | la Roca Negra                                     | Castelldefels | aflorament                                                                     |                                                                           | 41° 17′ 13″ N, 1° 57′ 36″ E / 41.286838°N,1.960133°E                                  |                                            |                                | Modifica les dades a Wikidata |
|        | mar Mediterrània                                  | | mar interior mar mediterrani conca hidrogràfica                                | Superfície: 2500000km² Profunditat: 5267 1541m Volum: 3839000km³          | 38° N, 17° E / 38°N,17°E 0 msnm                                                       |                                            | Mediterranean Sea              | Modifica les dades a Wikidata |
|        | platja de Castelldefels                           | Castelldefels | platja                                                                         |                                                                           | 41° 15′ 51″ N, 1° 57′ 38″ E / 41.26416°N,1.96059°E                                    |                                            | Platja de Castelldefels        | Modifica les dades a Wikidata |